# Asea (Grecia)
Asea  este un oraș în Grecia în Prefectura Arcadia.